# Greigit
Greigit ist ein selten vorkommendes Mineral aus der Mineralklasse der „Sulfide und Sulfosalze“ mit der Endgliedzusammensetzung Fe2+Fe3+2S4 und damit eine spezielle Form von Eisensulfid, genauer Eisen(II,III)-sulfid, das Eisen in zwei verschiedenen Oxidationsstufen enthält. Greigit ist das Schwefel-Analogon von Magnetit und gehört strukturell gesehen in die Spinell-Supergruppe.
Greigit kristallisiert im kubischen Kristallsystem und entwickelt kugelige Mineral-Aggregate aus miteinander verwachsenen Oktaedern mit abgerundeten Flächen von bis zu 0,5 mm Größe. Selten werden auch kubische Kristalle, Körner und feinkörnige Pulver gefunden. Das Mineral ist in jeder Form undurchsichtig (opak) und bergfrisch entnommen von bronzegelber oder hellrosa Farbe. Polierte Flächen erscheinen im Auflicht allerdings cremeweiß und an der Luft läuft das Mineral nach einiger Zeit metallisch blau an. In konzentrierter, pulvriger Form ist Greigit dagegen rußschwarz, was einer Strichfarbe gleichkommt.

## Etymologie und Geschichte
Verschiedene magnetische, spinellartige Eisensulfide mit einer Zusammensetzung im Bereich von Fe3S4 bis Fe2S3 wurden von verschiedenen Autoren wie unter anderem M. R. Piggott und H. Wilman 1958 oder S. Yamaguchi und T. Katsurai 1960 vorhergesagt sowie künstlich im Labor synthetisiert wie unter anderem A. M. Freke und Donald Tate 1961.
Als natürliche Mineralbildung wurde magnetischer Eisenspinell erstmals im sogenannten Kramers-Four Corners area (auch Four Corners No. 3, 4 & 5 wells) im Bergbaugebiet von Ost-Kramer des San Bernardino Countys im US-Bundesstaat Kalifornien gefunden. Die Erstbeschreibung erfolgte 1964 durch Brian J. Skinner, Richard C. Erd und Frank S. Grimaldi, die das Mineral nach dem amerikanischen Mineralogen und Physikochemiker Joseph Wilson Greig (1895–1977) benannten.
Das Typmaterial des Minerals wird in der Mineralogischen Sammlung des National Museum of Natural History in Washington, D.C. unter den Sammlungs-Nr. 117502 und 136415 aufbewahrt.

## Klassifikation
Die strukturelle Klassifikation der International Mineralogical Association (IMA) zählt den Greigit zur „Spinell-Supergruppe“, wo er zusammen mit Cadmoindit, Cuprorhodsit, Daubréelith, Indit, Joegoldsteinit, Kalininit, Linneit, Polydymit, Siegenit, Violarit und Xingzhongit die „Linneit-Untergruppe“ innerhalb der „Thiospinelle“ bildet (Stand 2019).
In der veralteten 8. Auflage der Mineralsystematik nach Strunz gehörte der Greigit zur Mineralklasse der „Sulfide und Sulfosalze“ und dort zur Abteilung der „Sulfide mit[dem Stoffmengenverhältnis] M : S < 1 : 1“, wo er zusammen mit Bornhardtit, Carrollit, Daubréelith, Indit, Linneit, Polydymit, Siegenit, Trüstedtit, Tyrrellit und Violarit die „Linneit-Reihe“ mit der System-Nr. II/C.01 bildete.
Im Lapis-Mineralienverzeichnis nach Stefan Weiß, das sich aus Rücksicht auf private Sammler und institutionelle Sammlungen noch nach dieser alten Form der Systematik von Karl Hugo Strunz richtet, erhielt das Mineral die System- und Mineral-Nr. II/D.01-10. In der „Lapis-Systematik“ entspricht dies der ebenfalls der Abteilung „Sulfide mit [dem Stoffmengenverhältnis] Metall : S,Se,Te < 1 : 1“, wo Greigit zusammen mit Bornhardtit, Cadmoindit, Carrollit, Cuprokalininit, Daubréelith, Fletcherit, Florensovit, Indit, Kalininit, Linneit, Polydymit, Siegenit, Trüstedtit, Tyrrellit und Violarit die „Linneit-Gruppe“ bildet (Stand 2018).
Die seit 2001 gültige und von der International Mineralogical Association (IMA) zuletzt 2009 aktualisierte 9. Auflage der Strunz’schen Mineralsystematik ordnet den Greigit dagegen in die neu definierte Abteilung der „Metallsulfide mit M : S = 3 : 4 und 2 : 3“ ein. Diese ist weiter unterteilt nach dem genauen Stoffmengenverhältnis, so dass das Mineral entsprechend seiner Zusammensetzung in der Unterabteilung „M : S = 3 : 4“ zu finden ist, wo es zusammen mit Bornhardtit, Cadmoindit, Carrollit, Cuproiridsit, Cuprorhodsit, Daubréelith, Ferrorhodsit (diskreditiert, da identisch mit Cuprorhodsit; IMA 2017-H), Fletcherit, Florensovit, Indit, Kalininit, Linneit, Malanit, Polydymit, Siegenit, Trüstedtit, Tyrrellit, Violarit und Xingzhongit die „Linneitgruppe“ mit der System-Nr. 2.DA.05 bildet.
Die von der Mineraldatenbank „Mindat.org“ weitergeführte Strunz-Klassifikation, die sich im Aufbau nach der 9. Auflage der Strunz’schen Mineralsystematik richtet, führt in der Gruppe 2.DA.05 auch die nach 2009 neu beschriebenen Spinelle Berndlehmannit, Cuprokalininit, Joegoldsteinit, Nickeltyrrellit und Shiranuiit auf. Die Spinelle Ezochiit und Grimmit werden hier zusammen mit Ferrodimolybdänit (FeMo2S4), Zaykovit (Rh3Se4) und Zolenskyit (FeCr2S4) der allgemeineren Gruppe 2.DA (Metallsulfide mit M:S=3:4) zugewiesen.
Auch die vorwiegend im englischen Sprachraum gebräuchliche Systematik der Minerale nach Dana ordnet den Cuprorhodsit in die Klasse der „Sulfide und Sulfosalze“ und dort in die Abteilung der „Sulfidminerale“ ein. Hier ist er ebenfalls in der „Linneitgruppe (Isometrisch: Fd3m)“ mit der System-Nr. 02.10.01 innerhalb der Unterabteilung „Sulfide – einschließlich Seleniden und Telluriden – mit der Zusammensetzung AmBnXp, mit (m+n) : p = 3 : 4“ zu finden.

## Chemismus
In der Endgliedzusammensetzung von Greigit mit der Summenformel Fe3S4 besteht das Mineral aus Eisen (Fe) und Schwefel (S) im Stoffmengenverhältnis von 3 : 4, was einem Massenanteil (Gewichts-%) von 56,64 Gew.-% Fe und 43,36 Gew.-% S entspricht.
Die mikrochemische Analyse von Mineralkonzentraten aus der Typlokalität Kramers-Four Corners area (Kalifornien), die allerdings aus 75 % Greigit, 10 % Markasit und 15 % organischem Material bestand, ergab neben dem Hauptbestandteil Eisen noch Beimengungen von Aluminium, Kupfer, Cobalt, Magnesium, Mangan, Natrium, Kalium, Nickel, Silicium, Titan und Fluor zwischen 0,1 und weniger als 0,001 %. Weitere, mit der Mikrosonde analysierte Proben aus Zacatecas in Mexiko ergaben neben 56,5 Gew.-% Fe und 42,2 Gew.-% S zusätzlich geringe Gehalte von 0,38 % Arsen, 0,14 % Chrom, 0,10 % Nickel, 0,08 % Kupfer und 0,01 % Zink und eine Probe aus Cornwall in England (UK) neben 55,9 % Fe und 42,2 % S zusätzlich 1,3 % Antimon, 0,2 % Kupfer und 0,1 % Mangan (alle Angaben in Gew.-%).
Greigit bildet Mischkristalle mit Violarit (Fe2+Ni3+2S4), bei dem das dreiwertige Eisen durch Nickel ersetzt (substituiert) ist.

## Kristallstruktur

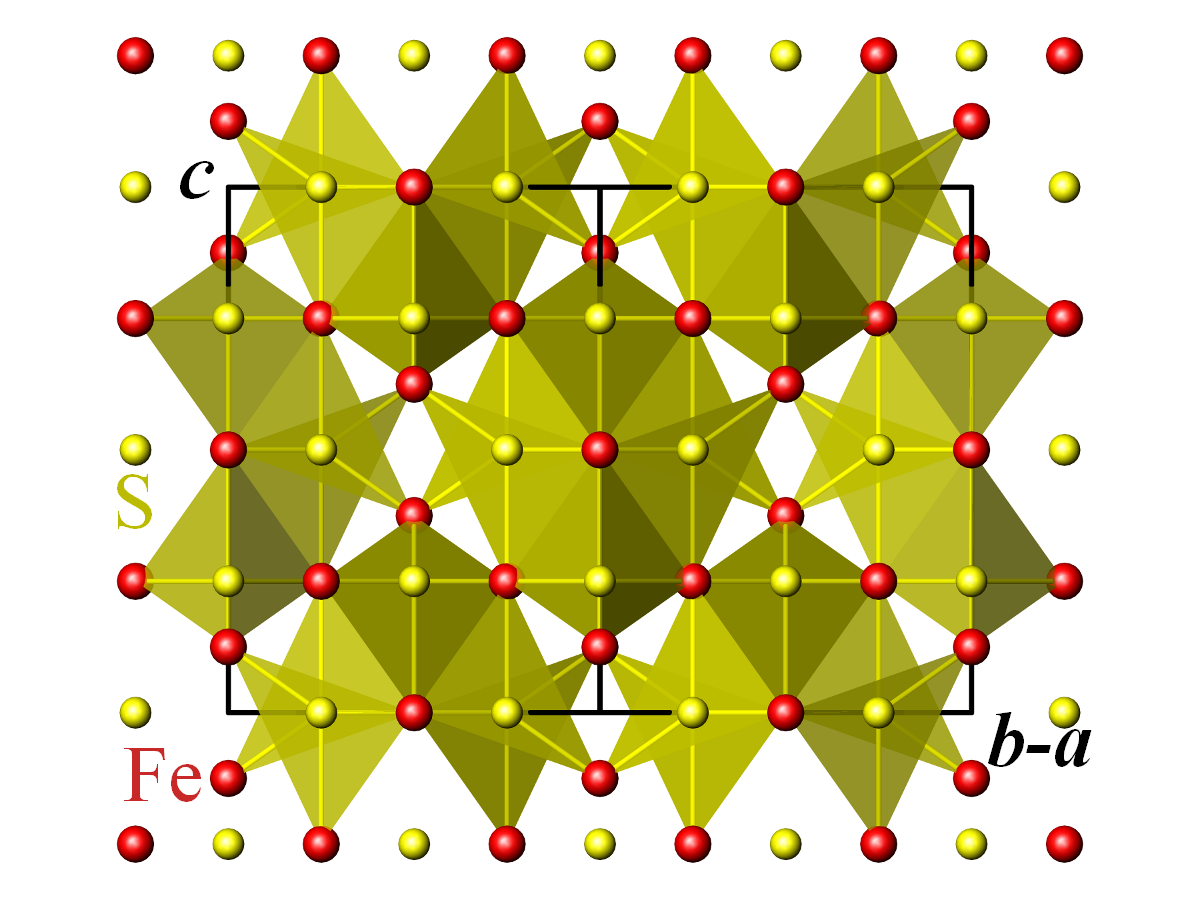
Kristallstruktur von Greigit mit Sicht entlang [110

Greigit kristallisiert mit kubischer Symmetrie der Raumgruppe Fd3m (Raumgruppen-Nr. 227) mit dem Gitterparameter a = 9,88 Å sowie acht Formeleinheiten pro Elementarzelle mit der Struktur von Spinell.
Die Anionenposition ist mit Schwefelionen (nominell S2-) besetzt, deren Ladung nicht genau bekannt ist und zwischen −1 und −2 liegt. Zur Ladung und Verteilung der Kationen gibt es unterschiedliche Angaben. Spektroskopische Daten (Mößbauerspektroskopie, Röntgenabsorptionsspektroskopie) deuten auf eine inverse Spinellstruktur hin mit Fe3+ auf der Tetraederposition und gemischter Besetzung der Okaederposition mit Fe2+ und Fe3+. Über die gemeinsamen Kanten der Oktaederpositionen kommt es zu starken Kation-Kation-Wechselwirkungen, die zu Ausbildung eines delokalisierten Elektronensystems führt und einer mittleren Ladung der oktaedrischen Eisenkationen von +2,5.
Andererseits deuten Bindungslängen und quantenmechanische Berechnungen darauf hin, dass das tetraedrische Eisen vier Bindungsvalenzen hat (Fe4+) und die Oktaederpositionen entsprechend nur mit zweiwertigen Eisen besetzt sind. Dies entspräche dem normalen Spinell [4]Fe4+[6]Fe2+2S4.

## Eigenschaften
Wie Magnetit ist Greigit stark magnetisch. Dieser Magnetismus bewirkt auch das Zusammenballen kleinerer Greigit-Körner zu größeren Aggregaten.
Bei Umgebungsdruck (1 bar) zersetzt sich das Mineral beim Erhitzen in einer geschlossenen Ampulle oberhalb von 282 °C und wandelt sich in Pyrrhotin (Fe0,85-1S), bei höheren Temperaturen auch zu Pyrit FeS2 um. Aufgrund theoretischer Überlegungen zu den Eigenschaften der Eisen-Schwefelbindungen in der Spinellstruktur und der Struktur der Valenzorbitale der Eisenionen ging man lange davon aus, dass Greigit thermodynamisch nicht stabil ist und sich nur metastabil bildet. Eine aktuelle Bestimmung der thermodynamischen Eigenschaften von Greigit zeigte hingegen, dass Greigit eine thermodynamisch stabile Phase ist.
Greigit löst sich nur langsam in Fluss- und Salzsäure.

## Modifikationen
Die Verbindung Fe3S4 ist polymorph. Greigit ist die kubische Modifikation mit Spinellstruktur. Mit dem Mineral Smythit ist weitere Modifikation mit einer Schichtstruktur bekannt und eine monokline Hochdruckmodifikation konnte die bei Drucken über ~2 GPa (300 °C) bis ~3 GPa (20 °C) synthetisiert werden.

## Bildung und Fundorte
Greigit bildet sich in Sedimenten von Gewässern. Verantwortlich für die Bildung sind einerseits sulfatreduzierende Bakterien wie Desulfovibrio desulfuricans, die unter anaeroben und neutralen bis alkalischen Bedingungen Sulfat zu Sulfid reduzieren. Andererseits werden Greigitkristalle in den Zellen magnetotaktischer Bakterien gebildet, die sich mit Hilfe einer in einer Reihe angeordneten Greigitkristallen im Erdmagnetfeld ausrichten.
Experimentelle Untersuchungen zeigen, dass Greigit auch ohne Beteiligung von Bakterien durch Reaktion von Eisenoxiden wie Hämatit (Fe2O3), Magnetit (Fe3O4) oder Lepidokrokit (FeOOH) mit Schwefelwasserstoff (H2S) unter Oberflächenbedingungen gebildet werden kann. Bereits im Hadaikum konnte so Greigit gebildet werden. Diese Greigitkristalle verstärken Reaktionen, wie es sonst Enzyme wie membrangebundene Hydrogenasen mit [4Fe-4S]-Clustern tun. Greigit wäre demnach bioaktiv und könnte eine wichtige Rolle in der chemischen Evolution spielen, die zur Entstehung des Lebens auf der Erde führte.
Greigit fand sich in der Typlokalität vergesellschaftet mit Calcit, Mineralen der Chloritgruppe, Colemanit, Montmorillonit und Veatchit beziehungsweise mit Calcit, Dolomit, Galenit, Markasit, Pyrit und Sphalerit in Zacatecas in Mexiko.
Als seltene Mineralbildung konnte Greigit nur an wenigen Orten nachgewiesen werden, wobei weltweit bisher rund 60 Fundstätten dokumentiert wurden (Stand 2020). Außer an seiner Typlokalität im Kramers-Four Corners area im San Bernardino County trat das Mineral in den Vereinigten Staaten noch in mehreren Borat-Lagerstätten bei Boron im Kern County sowie bei Coyote Peak im Humboldt County und der Leviathan Mine im Alpine County in Kalifornien, im Alger County in Michigan, im Madison County in Missouri, im Churchill County in Nevada und im Eddy County in New Mexico auf.
In Deutschland konnte Greigit bisher in der Tongrube Moorberg bei Sarstedt in Niedersachsen, am Moschellandsberg in Rheinland-Pfalz sowie in den Gruben Herzog Friedrich und Neuglück mit Fluoritgängen in Granit bei Reinerzau und Segen Gottes mit Pb-Zn-Vererzungen bei Wiesloch in Baden-Württemberg.
Der bisher einzige bekannte Fundort in Österreich ist die Grube Staubmann bei Kliening im Kärntener Bezirk Wolfsberg. Auch in der Schweiz ist mit dem Steinbruch Lengenbach bei Fäld im Binntal (Kanton Wallis) bisher nur ein Fundort bekannt.
Weitere Fundorte liegen unter anderem in Albanien, der Antarktis, Argentinien, Australien, Belgien, Bulgarien, Chile, China, Costa Rica, Finnland, Frankreich, Italien, der Hatrurim-Formation in Israel, Japan, Kanada, Nordmazedonien, Polen, Russland, der Slowakei, Südafrika, Tschechien und Ungarn.
Daneben fand sich Greigit in Mineralproben aus dem Hydrothermalfeld Ashadze 1 am Mittelatlantischen Rücken und konnte außerdem im Meteoriten Yamato 691, einem Chondrit vom Typ EH 3, nachgewiesen werden, der 1969 in der Antarktis entdeckt wurde.